# Думбрава (Униреа)
Думбрава (рум. Dumbrava) насеље је у Румунији у округу Алба у општини Униреа. Oпштина се налази на надморској висини од 322 m.

## Становништво
Према подацима из 2002. године у насељу је живело 363 становника, од којих су сви румунске националности.